# Brandeis Institute for International Judges
Das Brandeis Institute for International Judges ist ein vom International Center for Ethics, Justice, and Public Life der Brandeis University organisiertes Treffen von Richtern, die an internationalen Gerichten tätig sind. Die jeweils mehrtägigen Veranstaltungen finden seit dem Jahr 2002 im Abstand von etwa 18 Monaten in verschiedenen Ländern statt. Führend an der Organisation beteiligt ist der südafrikanische Jurist Richard Goldstone, der unter anderem als Richter am südafrikanischen Verfassungsgericht sowie als Chefankläger des Internationalen Strafgerichtshofs für das ehemalige Jugoslawien tätig war.
Es ist das einzige Institut, das Fortbildungen für Richter an Internationalen Gerichten anbietet.
Ziel des Instituts ist der Meinungs- und Erfahrungsaustausch zwischen den beteiligten Richtern zu aktuellen Fragen der Theorie und Praxis, zu ethischen Problemen sowie zu rechtsphilosophischen Aspekten der internationalen Rechtsprechung. Die Treffen stehen jeweils unter einem Schwerpunktthema und werden in Form mehrerer Sitzungen durchgeführt. Die bisherigen Tagungen wurden durch Stiftungen wie die Ford Foundation und die John D. und Catherine T. MacArthur Foundation finanziell unterstützt. Die Berichte der Tagungen werden regelmäßig in der University of the Pacific Law Review veröffentlicht.